# Matthew Ridley (4. wicehrabia Ridley)

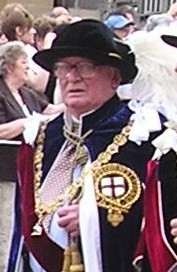
Wicehrabia Ridley w stroju kawalera Orderu Podwiązki, 19 czerwca 2006

Matthew White Ridley (ur. 29 lipca 1925, zm. 22 marca 2012) – brytyjski arystokrata, syn Matthew Ridleya, 3. wicehrabia Ridley i Ursuli Lutyens, córki sir Edwina Lutyensa.

## Życiorys
Wykształcenie odebrał w Eton College, później wstąpił do Coldstream Guards. W latach 1944–1945 brał udział w walkach na froncie zachodnim II wojny światowej, na szlaku od Normandii do Niemiec. Po wojnie wstąpił do Armii Terytorialnej i osiągnął rangę pułkownika huzarów z Northumberland. W 1948 r. ukończył oksfordzki Balliol College. Później został adiutantem gubernatora Kenii, Philipa Mitchella. Był również przewodniczącym Rady Hrabstwa Northumberland od 1967 do 1979 r. Zasiadał w zarządach wielu kompanii i stowarzyszeń. W latach 1988–1999 był kanclerzem Uniwersytetu w Newcastle upon Tyne, w latach 1984–2000 lordem namiestnikiem Northumberland, zaś w latach 1989–2001 lordem stewardem. W 1964 r. odziedziczył po swoim ojcu tytuł wicehrabiego Ridley.
3 stycznia 1953 r. poślubił lady Anne Katherine Gabrielle Lumley (ur. 16 listopada 1928), córkę Lawrence'a Lumleya, 11. hrabiego Scarbrough i Katherine McEwen, córki Roberta McEwena. Matthew i Anne mają razem syna i trzy córki:
- Mary Victoria Ridley
- Cecilia Anne Ridley (ur. 1 grudnia 1953)
- Rose Emily Ridley (ur. 13 sierpnia 1956)
- Matthew White Ridley (ur. 7 lutego 1958)